# Claes Tholin

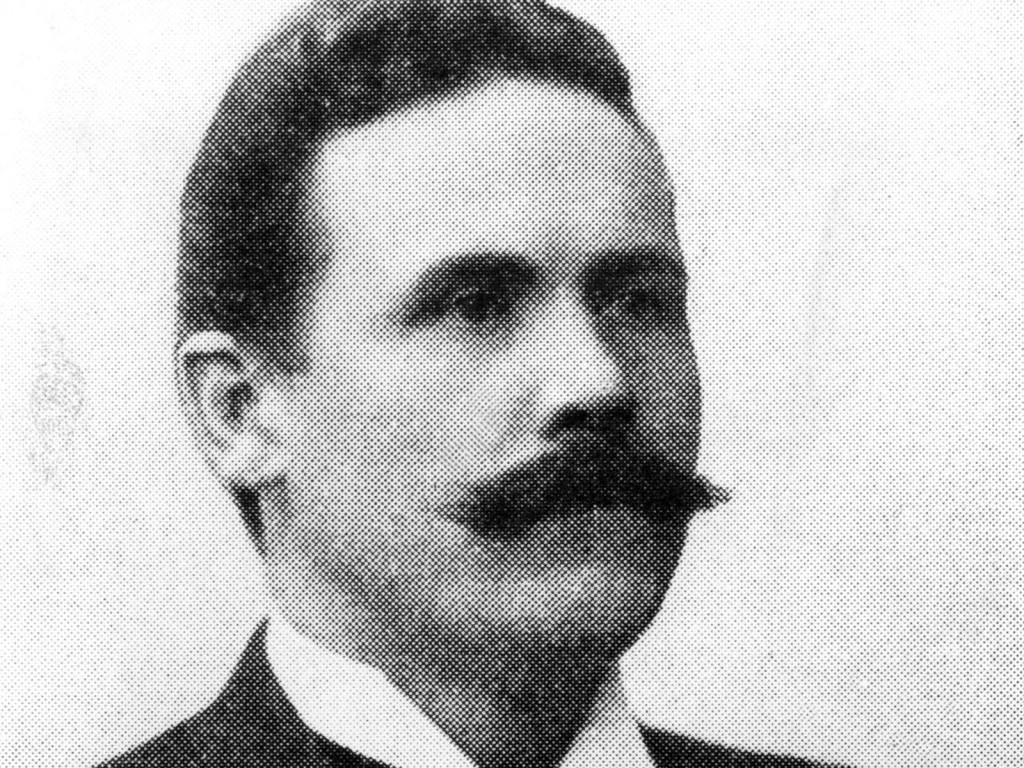

Claes Emil Tholin (* 22. Oktober 1860 in Södra Säm, Älvsborgs län; † 27. Juni 1927 in Stockholm) war ein schwedischer Politiker und von 1896 bis 1907 der erste Vorsitzende der schwedischen Sozialdemokraten. 
Tholin erlernte im Alter von 10 Jahren den Beruf des Schneiders. Ab 1880 lebte er in Kopenhagen und kam dort erstmals mit gewerkschaftlichen und sozialistischen Ideen in Kontakt. Er wurde dort Mitglied der Schneider-Gewerkschaft und des sozialistischen Jugendclubs Karl-Marx-Club. Er kehrte 1890 nach Schweden zurück und beteiligte sich am Aufbau der schwedischen Sozialdemokraten.